# Antoine Labeyrie
Pour les articles homonymes, voir Labeyrie.
Antoine Labeyrie, né à Paris le 12 mai 1943, est un astronome français, professeur émérite au Collège de France, où il fut titulaire de la chaire d'Astrophysique Observationnelle, et membre de l'Académie des sciences, section Sciences de l'Univers.
Il est le fils de Jacques Labeyrie (1920-2011), ingénieur, docteur en sciences et assistant de Frédéric Joliot-Curie

## Biographie
Ingénieur diplômé de SupOptique (ESO 65), sa spécialité est l'optique. 
Antoine Labeyrie a apporté des contributions très importantes à deux sujets majeurs en astronomie:
1/ la lutte contre les déformations provoquées par la turbulence atmosphérique sur les images recueillies par les télescopes terrestres, devenue indispensable avec l'augmentation de la taille des miroirs des télescopes.
Il a imaginé et mis en pratique l’interférométrie des tavelures, et conceptualisé la manière de créer une étoile guide laser.
2/ le développement de l'interférométrie à plusieurs télescopes.
À partir de 1974, ses réalisations avec deux télescopes et leurs résultats ont relancé l'intérêt des observatoires pour l'interférométrie, et l’astronomie à haute résolution.
Grâce à la ténacité de plusieurs astronomes qui étaient convaincus de son grand intérêt et se sont efforcés de résoudre les problèmes posés par l’utilisation de plus de deux télescopes, elle est utilisée maintenant, avec succès, par les sites abritant les plus grands instruments terrestres :
- VLTI (Cerro Paranal, Chili, Observatoire européen austral)[3]
- CHARA (Mont Wilson, Californie, Etats Unis) [4],[5]
- Keck (Mauna Kea, Hawai, Etats Unis)[6], l'utilisation des deux télescopes en interférométrie a été arrêtée en 2012.

Il explore maintenant les possibilités offertes par un nouveau concept, l'hypertélescope, liant observation avec un télescope muni d'un grand miroir et interférométrie.

## Travaux
Lutte contre la turbulence atmosphérique
En 1970, dans son mémoire de doctorat, Antoine Labeyrie développe le concept d'interférométrie des tavelures. Sa première mise en application, en 1971, au plus grand télescope d’alors, le 200 pouces du Mont Palomar, permet de mesurer le diamètre de neuf étoiles,. Bien adaptée à la résolution des étoiles doubles, cette technique a permis de résoudre pour la première fois six d’entre elles en 1971-1972, dénommées depuis LAB (pour Labeyrie) dans les catalogues d'étoiles,.
En 1985, avec Renaud Foy, il émet l’idée de créer une étoile artificielle en excitant des atomes de la couche de sodium de la haute atmosphère par un rayon laser. Cette étoile artificielle, pouvant être positionnée où on le souhaite, permet d’étendre l’utilisation de l’optique adaptative à l’observation d’objets ne possédant pas d’étoile brillante à proximité. Les militaires des Etats Unis avaient déjà eu cette idée et avaient avancé sur le sujet mais leurs travaux, gardés secrets, n’ont été connus et déclassifiés qu’en 1991. Ce dispositif, appelé étoile guide laser, a été mis en œuvre sur les plus grands sites d’observation astronomique :
- Keck (Mauna Kea, Hawai, Etats Unis)[14]
- Lick (Diablo range, Californie, Etats Unis)[15]
- William Herschel télescope (Observatoire Roque de los muchachos, La Palma, iles Canaries, Espagne)[16]
- VLT (Cerro Paranal, Chili, Observatoire Européen Austral)[17]
- Observatoire Gemini North (Mauna Kea, Hawai, Etats Unis)[18]
- Large binocular telescope (Mont Graham, Arizona, Etats Unis)[19],[20]
- Gran telescopio Canarias (Observatoire Roque de los muchachos, La Palma, iles Canaries, Espagne)[21]
- TMT (Thirty Meter Telescope)[22], en projet.

Le développement de l'interférométrie à plusieurs télescopes
L’intérêt de l’interférométrie en astronomie est d’obtenir une résolution équivalente à celle d’un instrument d’un diamètre supérieur à celui utilisé. Augmenter la taille du miroir d’un télescope permet d'améliorer la résolution des objets observés et d'accéder à des objets plus petits et/ou plus lointains.
L'interférométrie a été utilisée en astronomie depuis la fin du XIXe siècle, d'abord en mettant un masque pourvu de deux fentes sur le miroir primaire (ou secondaire) du télescope (dimension limitée par le diamètre dudit miroir), ensuite en montant une poutre de Michelson en amont du télescope, au début du XXe siècle (la résolution obtenue était alors équivalente à celle d’un instrument d’un diamètre égal à la distance séparant les miroirs de la poutre de Michelson). Cette technique avait fini par être abandonnée à cause de la difficulté de rigidifier suffisamment la poutre et de maitriser son encombrement, et son mouvement, lors de l’observation, quand on en augmentait la longueur pour accroitre la résolution. Par ailleurs, les appareils photographiques ou video de l’époque ne permettaient pas d’enregistrer correctement les phénomènes observés et leur évolution rapide.
Antoine Labeyrie a eu l'idée d'utiliser deux télescopes simultanément et de combiner les lumières reçues au foyer de chacun, après les avoir cophasées en utilisant des lignes à retard. Ceci faisait suite à l’utilisation de cette méthode en radioastronomie, dont les longueurs d’onde radio facilitaient la réalisation des instruments par un moindre besoin de précision et de sensibilité (les lignes à retard doivent assurer une égalisation des distances, à une fraction de la longueur d’onde près [du domaine métrique en radio], parcourues par les lumières issues de l’objet observé), et une quasi insensibilité aux turbulences atmosphériques.
Il a mis cette idée en pratique en 1974 avec l'interféromètre à deux télescopes (I2T) réalisé au mont Gros (Nice, Observatoire de la Cote d’Azur), en faisant les premiers développements de gestion des lignes à retard dans le domaine visible et grâce à l’utilisation d’une caméra de télévision à comptage de photons. Ces deux télescopes, éloignés d‘une distance de 13 mètres, ont permis d’obtenir des franges d’interférence, notamment sur l’étoile Vega. Une fois l’instrument déménagé à Calern (Observatoire de la Cote d’Azur) en 1976, la distance entre les deux télescopes, montés sur rails, est devenue variable entre 4 et 67 mètres. Celui-ci a permis de mesurer les diamètres des deux composantes de l’étoile double Capella.
L’interféromètre à deux télescopes (I2T), composé de deux télescopes de 25cm de diamètre, a eu un successeur à Calern, le grand interféromètre à deux télescopes (GI2T), réunissant deux télescopes de 1.50m, mobiles, avec un espacement maximal de 65 mètres. Cet interféromètre a produit les premières franges multi tavelures en 1985 et a permis de mesurer le diamètre de l’étoile delta Cephée. Il a mis également en évidence les avantages et inconvénients d’utiliser des petits télescopes (I2T, 25cm de diamètre) ou des plus grands (GI2T, 1.50m de diamètre).
Le projet en cours, l'hypertélescope, constitue un nouveau développement de l'interférométrie. Il repousse à la fois deux limitations, celle de la taille des miroirs des télescopes, et celle du nombre des télescopes utilisés en interférométrie sur un même site. Cette dernière est induite par la complexité de la réalisation et de l'exploitation des lignes à retard, et les calculs lourds de synthèse d'ouverture (technique permettant de reconstituer une image à partir des interférences observées par tous les couples de télescopes d’un même site).
En effet l'hypertélescope forme une image directe au point focal. Il ne nécessite donc pas de lignes à retard et s’affranchit des calculs de la synthèse d’ouverture. Quant à la taille du miroir de l’hypertélescope, elle est évolutive et peut atteindre de grandes dimensions. Le nombre et la répartition des sous ouvertures sont des variables qui peuvent être gérées et modifiées assez facilement.
Cet interféromètre ressemble beaucoup à un télescope habituel, mais le miroir primaire est fixe et le collecteur de lumière est mobile au-dessus. Le miroir primaire est constitué de petits miroirs, aussi nombreux que souhaités pour obtenir la dimension et le format adéquats, disposés sur une sphère virtuelle. Ils renvoient la lumière reçue de l'objet observé vers une nacelle suspendue au point focal, qui se déplace sur une sphère virtuelle (de rayon moitié de celle du miroir primaire) pour accompagner le déplacement du à la rotation terrestre.
Cette architecture soulève un certain nombre de questions, pour lesquelles des solutions sont en cours d’expérimentation.
Un premier prototype a été construit à l’observatoire de haute Provence, associant deux puis trois miroirs composant le miroir primaire. Un ballon à hydrogène dans un premier temps, une grue télescopique ensuite, permettait de positionner au centre de la sphère un dispositif d’illumination des miroirs, et supportait le banc optique du point focal. Cet instrument a produit des franges d’interférence sur les étoiles Vega en 2004 et Deneb en 2013.
Un autre hypertélescope, de plus grande dimension, est en cours de tests dans les Alpes de haute Provence, dans une vallée orientée est ouest, à 2100 mètres d’altitude. Deux miroirs sont implantés au sol, une nacelle accueillant le banc optique est maintenue au point focal, 101 mètres au-dessus, suspendue à un câble traversant la vallée et mue par trois jeux de cablettes la reliant au sol,,.

## Distinctions
Il a reçu le prix Beatrice M. Tinsley en 1990, ainsi que le prix Fizeau en 2010.
Il a reçu la médaille Benjamin Franklin en 2000 pour ses découvertes scientifiques.
 Officier de la Légion d'honneur. Il a été promu au grade d'officier de la Légion d'honneur le 14 juillet 2011.
L'astéroïde (8788) Labeyrie porte son nom.